# Мензелинский район
Мензели́нский район (тат. Минзәлә районы) — административно-территориальная единица и муниципальное образование (муниципальный район) в составе Республики Татарстан Российской Федерации. Находится на левом берегу Камы, в северо-восточной части Республики. Административный центр — Мензелинск.
Изначально на месте района располагался форпост русских стрельцов. Современный район образован в 1930 году. Мензелинский район известен тем, что в годы Великой Отечественной войны здесь жил Герой Советского Союза поэт Муса Джалиль.

## География

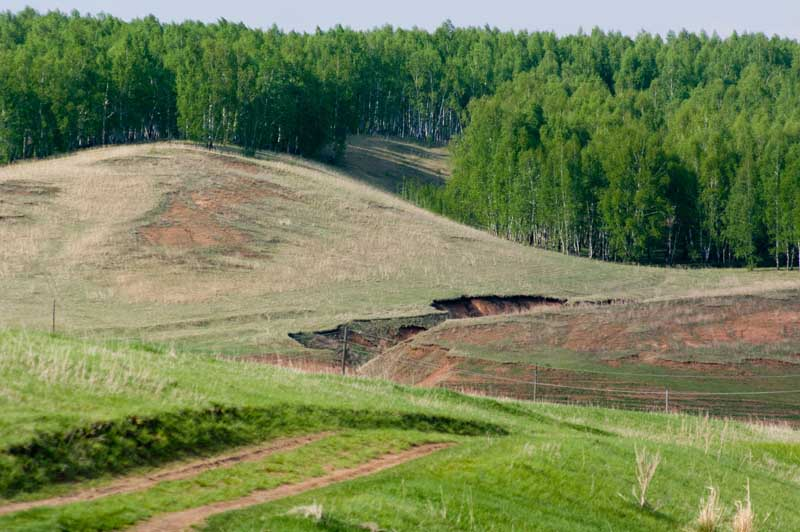
Окрестности деревни Атрякле

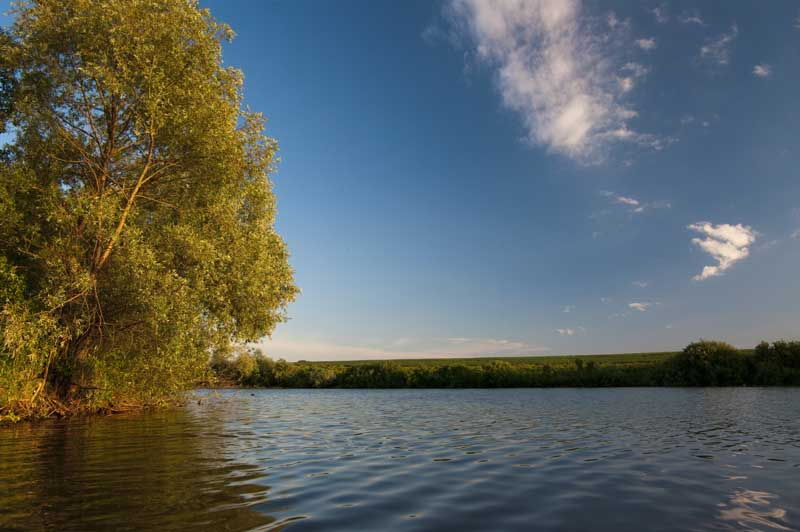
Озеро в Атрякле

Мензелинский муниципальный район расположен в северо-восточной части Республики Татарстан, на левобережье реки Кама, недалеко от границ Башкортостана и Удмуртии, в 290 километрах от столицы Татарстана — Казани. Граничит на юге с Муслюмовским, на западе — с Тукаевским, на юго-западе — с Сармановским и на востоке — с Актанышским районами. Административный центр района — Мензелинск. Рельеф преимущественно равнинный, на западе района высота до 300 м. Часть земель района оказалась под водой в результате создания Нижнекамского водохранилища. Площадь района 1919 км², что составляет 2,8 % площади всей Республики Татарстан. Около 45 % территории района занимают пашни, 24 % — луга, 12 % — леса, 8 % — пастбища. Средняя температура января —12,1 °С. С декабря по февраль характерны сильные морозы, в основном при ясной и относительно тихой погоде. Средняя температура июля составляет +19,4 °С.

## Герб и флаг
Совет Мензелинского муниципального района Республики Татарстан утвердил современные герб и флаг 24 ноября 2006 года. Он основан на историческом гербе уездного города Мензелинск от 1781 года. Красная полоса по верхней границе герба символизирует трудолюбие, мужество и силу местных жителей, а также то, что всех успехов в районе они добились самостоятельно. Основной цвет — лазоревый, означает честь, духовность, благородство и чистое небо. На его фоне главная фигура — золотой кречет как олицетворение стабильности, интеллекта, уважения, а также изобилия этой птицы в районе в прошлые века. Флаг Мензелинского района — это прямоугольное голубое полотнище, 1/4 которого занимает красная полоса. В остальном он полностью повторяет герб.

## История

### Предыстория
В 1584 году на территории современного Мензелинского района русские стрельцы основали острог, бывший укреплением на границе русских и башкирских земель. Крепость назвали в честь протекавшей рядом речки — Мензелей. Первый острог включал в себя пять башен. В середине XVII века форпост расширили, и он стал самой крупной крепостью на Старой Закамской черте. До 1708 года крепость относилась к Уфимской провинции, затем провинцию причислили к Казанской губернии. В 1735 году по стране прокатилась волна восстаний башкир, которые были недовольны строительством Орской оборонительной линии русских. В осаде оказались русские гарнизоны Мензелинска, Табынска, Уфы, Верхне-Яицкой крепости. Башкиры пытались поднять на восстание татар, мишарей, чувашей, марийцев, удмуртов. В итоге бунт был подавлен, а с 1735 по 1742 годы в Мензелинске располагалась Комиссия башкирских дел, созданная по указу императрицы Анны Иоанновны, для подавления локальных восстаний и разработки мер по урегулированию социально‑экономической ситуации. В её ведении находились Астраханская и Казанская губернии. В 1743 году Мензелинск включили в состав новообразованной Оренбургской губернии, а через крепость пролегли основные торговые пути, в том числе Большая Московская дорога. В 1773 году Екатерина II учредила Уфимское наместничество Оренбургской губернии, в состав которого вошёл Мензелинск. В 1781 году Мензелинск получил статус уездного города. В 1865 году от Оренбургской губернии отделяется Уфимская. Мензелинский уезд оставался в её составе до 1920 года.
В 1920 году территорию Мензелинского уезда присоединили к ТАССР в качестве кантона. В 1930 году был образован Мензелинский район, в состав которого вошли Мензелинская волость, бо́льшая часть Ново-Мазинской, Кузкеевской и Поисевской волостей, Калмурзино Семиостровской волости Мензелинского кантона и селения Приволье, Исангулово, Сосновый Брод, Шикар-Каин, Артамоновка, Новые Челны Абдулловской волости Челнинского кантона. 19 февраля 1944 года часть территории Мензелинского района была передана в новый Матвеевский район. 11 ноября 1954 года к нему присоединили часть упразднённого Матвеевского района, а в 1959 году и часть упразднённого Яна-Юлского.

### Современность
С 2006 года Мензелинский район возглавлял Гиоргий Куприянов, в 2010-м его назначили на должность гендиректора компании «Татспиртпром», а место руководителя района занял Расим Садыков — бывший директор «Мензелинскагрохимсервиса». Он сложил свои полномочия по состоянию здоровья в 2013-м. С этого момента по 2020 год Мензелинский район возглавляет Айдар Салахов, который раньше был заместителем министра сельского хозяйства и продовольствия Татарстана по социальному развитию села.

## Население

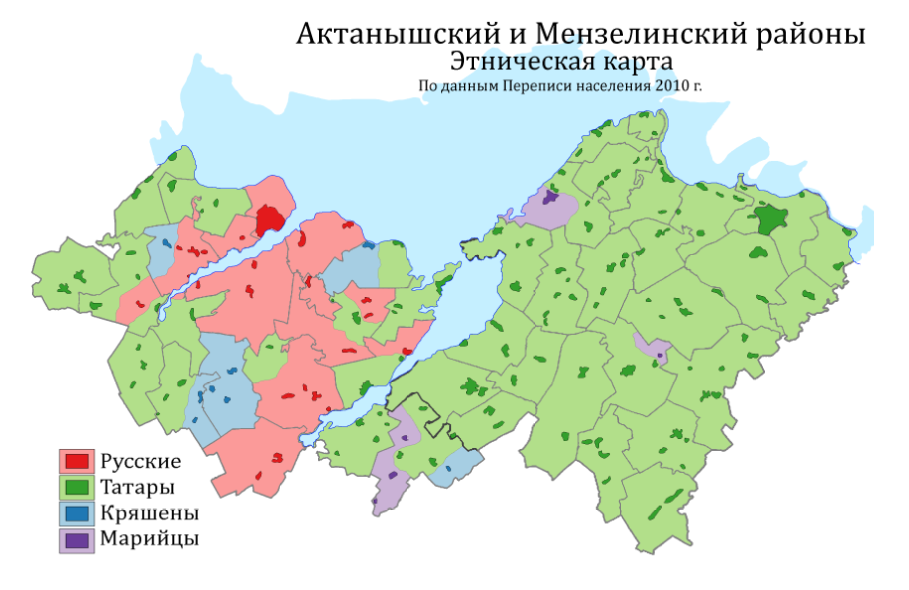
Этническая карта Актанышского и Мензелинского районов

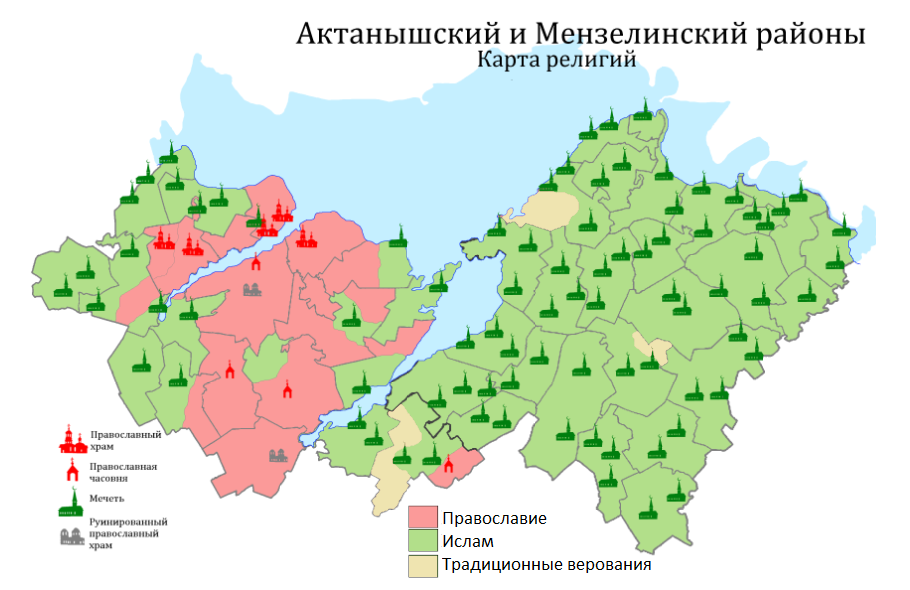
Религиозная карта Актанышского и Мензелинского районов

На начало 2020 года в Мензелинском районе проживают 27 686 человек. По национальному составу население (из числа указавших национальность по переписи 2020 года) разделяется следующим образом: 56,7 % татар, 38,4 % русских , 2,1 % марийцев и 2,8 % другие национальности.
| 2002    | 2003    | 2004    | 2005    | 2006    | 2007    | 2008    |
| ------- | ------- | ------- | ------- | ------- | ------- | ------- |
| 31 295  | ↘28 800 | ↗30 800 | ↘30 315 | ↘30 095 | ↘30 031 | ↗30 061 |
| 2009    | 2010    | 2011    | 2012    | 2013    | 2014    | 2015    |
| →30 061 | ↘29 359 | ↘29 288 | ↘29 178 | ↗29 266 | ↘29 133 | ↘28 948 |
| 2016    | 2017    | 2018    | 2019    | 2021    |         |         |
| ↘28 832 | ↘28 703 | ↘28 335 | ↘28 001 | ↘27 131 |         |         |

## Муниципально-территориальное устройство
В Мензелинском муниципальном районе 1 городское и 19 сельских поселений и 70 населённых пунктов в их составе.
| №        | Муниципальное образование              | Административный центр           | Количество населённых пунктов | Население | Площадь, км² |
| -------- | -------------------------------------- | -------------------------------- | ----------------------------- | --------- | ------------ |
| 1e-06    | Городское поселение                    |                                  |                               |           |              |
| 1        | город Мензелинск                       | город Мензелинск                 | 1                             | ↘16 008   |              |
| 1.000002 | Сельские поселения                     |                                  |                               |           |              |
| 2        | Атряклинское сельское поселение        | деревня Атрякле                  | 7                             | ↘1060     |              |
| 3        | Аюское сельское поселение              | село Аю                          | 6                             | ↘571      |              |
| 4        | Бикбуловское сельское поселение        | село Бикбулово                   | 3                             | ↘476      |              |
| 5        | Верхнетакерменское сельское поселение  | село Верхний Такермен            | 2                             | ↘777      |              |
| 6        | сельское поселение им. Воровского      | посёлок совхоза имени Воровского | 2                             | ↘463      |              |
| 7        | Иркеняшское сельское поселение         | село Старый Иркеняш              | 5                             | ↘434      |              |
| 8        | Кадряковское сельское поселение        | село Кадряково                   | 5                             | ↗456      |              |
| 9        | Коноваловское сельское поселение       | село Коноваловка                 | 6                             | ↘918      |              |
| 10       | Кузембетьевское сельское поселение     | село Кузембетьево                | 5                             | ↘1010     |              |
| 11       | Наратлы-Кичуское сельское поселение    | село Наратлы-Кичу                | 3                             | ↘404      |              |
| 12       | Николаевское сельское поселение        | село Николаевка                  | 5                             | ↘520      |              |
| 13       | Новомазинское сельское поселение       | село Новое Мазино                | 2                             | ↘314      |              |
| 14       | Новомелькенское сельское поселение     | село Новый Мелькен               | 2                             | ↗504      |              |
| 15       | Подгорно-Байларское сельское поселение | село Подгорный Байлар            | 3                             | ↘727      |              |
| 16       | Старомазинское сельское поселение      | село Старое Мазино               | 3                             | ↘528      |              |
| 17       | Староматвеевское сельское поселение    | село Старая Матвеевка            | 3                             | ↘557      |              |
| 18       | Урусовское сельское поселение          | деревня Урусово                  | 3                             | ↘914      |              |
| 19       | Юртовское сельское поселение           | посёлок Юртово                   | 1                             | ↗396      |              |
| 20       | Юшадинское сельское поселение          | село Верхние Юшады               | 3                             | ↘261      |              |

| №  | Населённый пункт         | Тип     | Население | Муниципальное образование              |
| -- | ------------------------ | ------- | --------- | -------------------------------------- |
| 1  | Атрякле                  | деревня |           | Атряклинское сельское поселение        |
| 2  | Ахматовка                | посёлок |           | Бикбуловское сельское поселение        |
| 3  | Аю                       | село    |           | Аюское сельское поселение              |
| 4  | Бакчасарай               | деревня |           | Кузембетьевское сельское поселение     |
| 5  | Балтаево                 | село    |           | Кузембетьевское сельское поселение     |
| 6  | Белопахотный             | посёлок |           | Коноваловское сельское поселение       |
| 7  | Бикбулово                | село    |           | Бикбуловское сельское поселение        |
| 8  | Богодаровка              | деревня |           | Новомазинское сельское поселение       |
| 9  | Верхние Юшады            | село    |           | Юшадинское сельское поселение          |
| 10 | Верхний Такермен         | село    |           | Верхнетакерменское сельское поселение  |
| 11 | Гришкино                 | деревня |           | Старомазинское сельское поселение      |
| 12 | Гулюково                 | село    |           | Урусовское сельское поселение          |
| 13 | Деуково                  | село    |           | Подгорно-Байларское сельское поселение |
| 14 | Дружба                   | деревня |           | Аюское сельское поселение              |
| 15 | Дусай-Кичу               | село    |           | Новомелькенское сельское поселение     |
| 16 | Дыреевка                 | деревня |           | Аюское сельское поселение              |
| 17 | Исангулово               | деревня |           | Наратлы-Кичуское сельское поселение    |
| 18 | Иске-Мунча               | деревня |           | Кадряковское сельское поселение        |
| 19 | Кадряково                | село    |           | Кадряковское сельское поселение        |
| 20 | Калмурзино               | деревня |           | Староматвеевское сельское поселение    |
| 21 | Калтаково                | село    |           | Атряклинское сельское поселение        |
| 22 | Канонерка                | деревня |           | Коноваловское сельское поселение       |
| 23 | Каран-Азиково            | деревня |           | Юшадинское сельское поселение          |
| 24 | Кзыл-Тюбяк               | деревня |           | Иркеняшское сельское поселение         |
| 25 | Коноваловка              | село    |           | Коноваловское сельское поселение       |
| 26 | Кузембетьево             | село    |           | Кузембетьевское сельское поселение     |
| 27 | Куяново                  | деревня |           | Бикбуловское сельское поселение        |
| 28 | Маткауш                  | село    |           | Аюское сельское поселение              |
| 29 | Мензелинск               | город   | ↘16 008   | город Мензелинск                       |
| 30 | Мияшево                  | деревня |           | Подгорно-Байларское сельское поселение |
| 31 | Муртыш-Тамак             | посёлок |           | Кадряковское сельское поселение        |
| 32 | Наратлы-Кичу             | село    |           | Наратлы-Кичуское сельское поселение    |
| 33 | Нижние Юшады             | село    |           | Юшадинское сельское поселение          |
| 34 | Николаевка               | село    |           | Николаевское сельское поселение        |
| 35 | Новая Александровка      | посёлок |           | Кузембетьевское сельское поселение     |
| 36 | Новое Айманово           | деревня |           | Атряклинское сельское поселение        |
| 37 | Новое Мазино             | село    |           | Новомазинское сельское поселение       |
| 38 | Новый Иркеняш            | посёлок |           | Иркеняшское сельское поселение         |
| 39 | Новый Мелькен            | село    |           | Новомелькенское сельское поселение     |
| 40 | Новый Такерман           | деревня |           | Кадряковское сельское поселение        |
| 41 | Подгорный Байлар         | село    |           | Подгорно-Байларское сельское поселение |
| 42 | Подгорный Такермен       | село    |           | Верхнетакерменское сельское поселение  |
| 43 | Русская Мушуга           | деревня |           | Атряклинское сельское поселение        |
| 44 | Русский Каран            | село    |           | Николаевское сельское поселение        |
| 45 | Сарсаз-Горы              | село    |           | сельское поселение им. Воровского      |
| 46 | совхоза имени Воровского | посёлок |           | сельское поселение им. Воровского      |
| 47 | Средняя Ружевка          | посёлок |           | Аюское сельское поселение              |
| 48 | Старая Александровка     | село    |           | Староматвеевское сельское поселение    |
| 49 | Старая Ашпала            | деревня |           | Коноваловское сельское поселение       |
| 50 | Старая Матвеевка         | село    |           | Староматвеевское сельское поселение    |
| 51 | Старая Тамбовка          | деревня |           | Николаевское сельское поселение        |
| 52 | Старое Мазино            | село    |           | Старомазинское сельское поселение      |
| 53 | Старый Иркеняш           | село    |           | Иркеняшское сельское поселение         |
| 54 | Степановка               | деревня |           | Аюское сельское поселение              |
| 55 | Татарская Мушуга         | село    |           | Атряклинское сельское поселение        |
| 56 | Тегермянче               | деревня |           | Иркеняшское сельское поселение         |
| 57 | Топасево                 | село    |           | Коноваловское сельское поселение       |
| 58 | Тулубаево                | село    |           | Урусовское сельское поселение          |
| 59 | Уртамак                  | деревня |           | Николаевское сельское поселение        |
| 60 | Урусово                  | деревня |           | Урусовское сельское поселение          |
| 61 | Усаево                   | деревня |           | Кузембетьевское сельское поселение     |
| 62 | Филимоновка              | деревня |           | Атряклинское сельское поселение        |
| 63 | Фионовка                 | посёлок |           | Коноваловское сельское поселение       |
| 64 | Холодный Ключ            | посёлок |           | Старомазинское сельское поселение      |
| 65 | Чулпан                   | деревня |           | Николаевское сельское поселение        |
| 66 | Чупаево                  | село    |           | Атряклинское сельское поселение        |
| 67 | Шикарле-Каен             | деревня |           | Наратлы-Кичуское сельское поселение    |
| 68 | Юртово                   | посёлок |           | Юртовское сельское поселение           |
| 69 | Ямаково                  | деревня |           | Кадряковское сельское поселение        |
| 70 | Ятово                    | деревня |           | Иркеняшское сельское поселение         |

## Экономика

### Промышленность
В Мензелинском районе действуют 5 крупных промышленных предприятий: «Мензелинский хлебозавод», Торгово-производственная фирма «Изыскатель» и «Изыскатель плюс», «Кузембетьевский ремонтно-механический завод» и «Футука кидс».
В 2009 году Мензелинский механический завод разработал инвестпроект по производству авиационных, автомобильных, тракторных, строительных и железнодорожных нормалей, соответствующих мировым стандартам и производительностью от 30 до 70 тысяч единиц в год. Расчётная стоимость проекта составила 6 млрд рублей. В 2014-м гендиректор завода обращался к президенту Татарстана с просьбой помочь получить кредит на реализацию проекта.
В 2012-м в районе создали холдинг из четырёх компаний для работы в области нефтесервиса, его головное предприятие — «Мензелинск-Сервис». Компания занимается подготовкой промысловых площадок к добыче нефти. На 2017 год главными заказчиками компании были «Лукойл» и «Газпром». В бюджет Мензелинска холдинг отчисляет 500—600 тысяч рублей в год только налога на землю, в целом годовые платежи составляют 10-15 млн рублей. До 2017-го компания инвестировала в развитие района около 48 млн рублей, на эти средства были дошкольные учреждения, две церкви, отремонтирован спортивный зал средней школы.
В 2019 году в Мензелинском районе открыли промышленную площадку «Промзона-Мензелинск» на 30 га, которая специализируется на производстве мебели. Резидентами стали три компании. Для них доступны программы государственной поддержки, в частности субсидирование до 10 млн рублей на проценты по кредитам, привлечённым на строительство или реконструкцию производственных объектов, приобретение нового оборудования. Вторая промышленная площадка «Изыскатель» площадью 10 га на 2020 год имеет пять резидентов.
За январь-сентябрь 2020 года в районе отгружено товаров собственного производства по чистым видам экономической деятельности на 2,8 млрд рублей.

### Сельское хозяйство

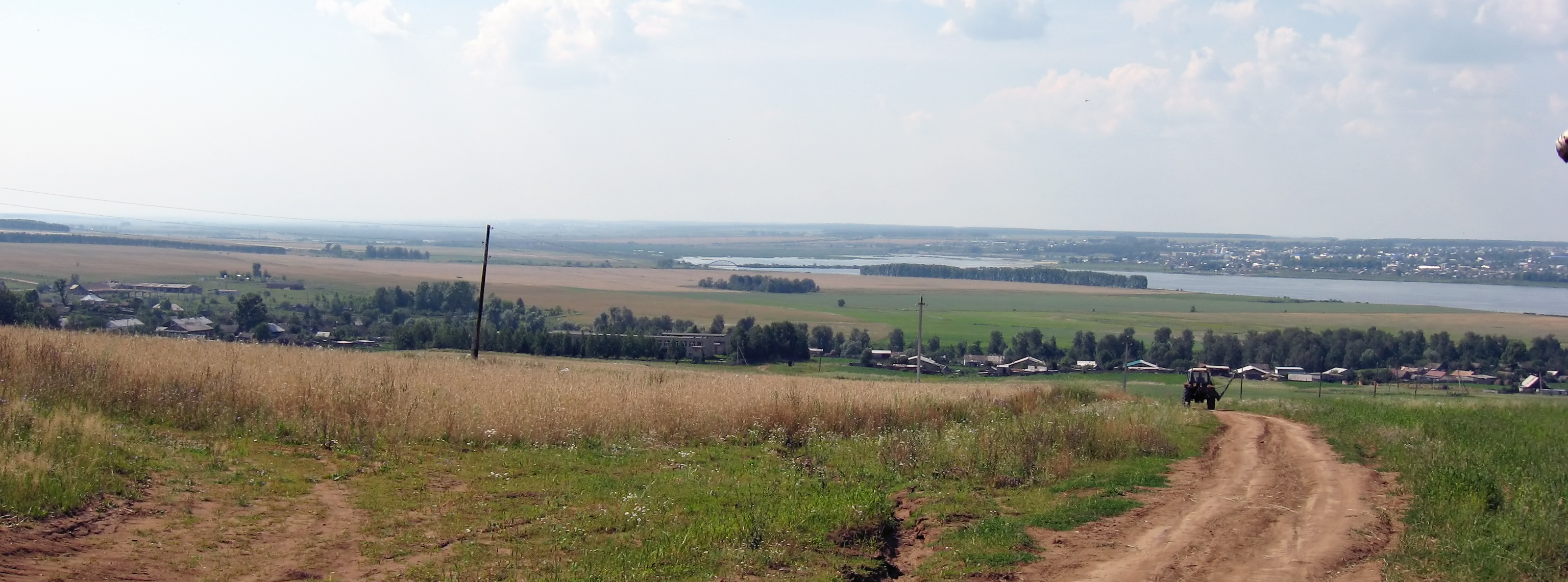
Посёлок совхоза имени Воровского

В Мензелинском районе преимущественно развит агропромышленный сектор. В этой отрасли на 2019 год насчитывается 82 хозяйствующих субъекта, из них 58 — крестьянско-фермерские хозяйства. В сельскохозяйственном обороте заняты 97,7 тыс. га угодий, в том числе пашни на 85,2 тыс. га, сенокосы на 3,5 тыс. га и пастбища на 9 тыс. га. В районе возделываются яровая пшеница, озимая рожь, ячмень, овёс, гречиха, горох, просо. По итогам 2020 года Мензелинский район оказался в числе региональных лидеров по урожаю. Основные отрасли животноводства — мясомолочное скотоводство, овцеводство. Мензелинский район занимает лидирующее место по посеву пшеницы среди районов северо-восточного Закамья Татарстана (Актанышский, Заинский, Мензеленский, Муслюмовский и Челнинский районы).
В 2019 году федеральная компания «Август» купила в районе две агрофирмы и 14 тысяч га земли, планирует построить комплекс роботизированного доения, рассчитанного на 2,4 тысячи голов скота. Аналогичный комплекс на 1,2 тысячи голов реализован этой же компанией в Муслюмовском районе, инвестиции составили 1,1 млрд рублей.
В том же году компания «Камский Бекон» обрабатывает в районе почти 8000 га земли для строительства агрокомплекса по разведению крупного рогатого скота, рассчитанного на 2,4 тысячи голов. Компания уже инвестировала 1 млрд рублей, в планах проекта ещё 800 млн. «Камский бекон» намеревался к 2021-му построить вторую площадку, однако реализации мешает конфликт компании с пайщиками, которые недовольны тем фактом, что «Камский бекон» не готов платить за аренду частной земли кормом для домашнего скота в соответствии с рекомендациями Минсельхоза республики, а планирует рассчитываться только деньгами и всего по 800 рублей за гектар в год. На 2020 год ситуация остаётся нерешённой.
В январе-июне общий объём инвестиций в основной капитал района без учёта бюджетных средств составил 858 млн рублей, а валовая продукция сельского хозяйства района — 382 млн рублей.

### Транспорт
Основные дороги района: автомобильная дорога федерального значения М7 (Волга), «Мензелинск — Русский Каран — Тогашево», «Большое Нуркеево — Кадряково», «Мензелинск — Биюрган», «Мензелинск — Кузкеево — Набережные Челны». Район находится на берегу Нижнекамского водохранилища, его водные маршруты идут в том числе до Мензелинска. В городе есть причал, а на территории Юртовского сельского поселения располагается аэродром. По территории Мензелинского района проходят два городских маршрута общественного транспорта (до посёлков Нефтяников и Изыскателей) и 6 пригородных. Транспортное обслуживание осуществляет «Мензелинское АТП».

## Экология
Порядка 11,1 % территории Мензелинского района занимают леса. Основными лесообразующими породами являются липа, дуб, осина, берёза. В районе зафиксировано 993 вида флоры и 302 вида фауны. В северо-восточной части Мензелинского района на берегу Икского залива Нижнекамского водохранилища находится памятник природы «Игимский бор», основанный в 1972 году. На его территории обитают представители животного мира, занесённые в Красную книгу Таратсана: жаба серая, веретеница ломкая, гадюка обыкновенная, перепел, журавль серый, кобчик, луни — полевой и луговой, беркут, орёл-могильник, большой подорлик, орлан-белохвост, сапсан, скопа, филин, неясыть длиннохвостая, сова болотная, сплюшка, козодой обыкновенный, дятел седой, лазоревка белая.
Второй районный природный памятник — маловодная река Мензеля. Её исток расположены у села Старый Мензелябаш Сармановского района, а устье — ниже Мензелинска. Общая длина реки — 123 км.

## Социальная сфера

Памятник погибшим в ВОВ

На 2019 год районе работали 20 общеобразовательных учреждений, Кадетская школа, Татарская гимназия, Прогимназия, специальная (коррекционная) общеобразовательная школа-интернат, методический координационный центр, дом детского творчества, 31 дошкольное общеобразовательное учреждение. Среди средних специальных учебных заведений педагогический колледж, сельскохозяйственный техникум, медицинское училище и профессиональное училище № 52.
В Мензелинском районе находится 32 памятника, из них 5 установлены в деревнях, 27 — в Мензелинске. Соборная мечеть 1910 года постройки является объектом культурного наследия регионального (республиканского) значения. До её появления мусульмане Мензелинска проводили обряды в молитвенном доме, который перестал вмещать всех верующих из-за роста общины. Разрешение на строительство мечети мусульмане получили после нескольких неудачных попыток в 1907 году и возвели двухэтажное сооружение в центре города. Вестибюль и основные молельные залы размещены на первом этаже, залы второго этажа освещены круглыми окнами, в декоративном оформлении сочетаются элементы татарской национальной архитектуры, классицизм и восточные мотивы.
Дом, где учился Герой Советского Союза поэт Муса Джалиль, также является объектом культурного наследия регионального значения. Здание возвели в 1914—1920 году как епархиальное училище, но в 1941 году в нём временно разместилось военно-политическое училище, где 56 дней обучался Муса Джалиль. Мемориальный музей в память о периоде, который поэт провёл в Мензелинске, открыт в городе в 1970 году. А в 2017-м при участии дочери поэта в Мензелинском парке имени Джалиля был установлен обновлённый бюст герою.
Городской Екатерининский мост, который воздвигли для проезда Екатерины II через Мензелинск в Уфу (путешествие не состоялось) в настоящий момент относится к промышленным памятникам. Современный мост построили к 1910 году и планировали проложить по нему железную дорогу, но работы прервала Первая мировая война. В 2018 году проект реконструкции моста стал победителем Всероссийского конкурса лучших проектов по созданию комфортной городской среды, а сумма гранта составила 50 млн рублей. Обновлённый мост открыли в 2019 году.
В районе издаётся местная газета «Минзәлә» («Мензеля») на татарском и русском языках.